# Megeuptychia antonoe
Megeuptychia antonoe är en fjärilsart som beskrevs av Pieter Cramer 1779. Megeuptychia antonoe ingår i släktet Megeuptychia och familjen praktfjärilar. Inga underarter finns listade i Catalogue of Life.